# Sitio de Balj (1370)
El sitio de Balj fue un éxito clave en el ascenso al poder de Tamerlán, y lo estableció como el gobernante del Kanato de Chagatai occidental, en Transoxiana.
Doce años antes Tamerlán había sido un miembro menor de la tribu de los Barlas, una de las muchas tribus en la parte occidental del Kanato de Chagatai. Desde la década de 1330 el kanato se había dividido en dos, entre Transoxiana en el oeste y Mogulistán en el este. Entre 1347 y 1358 Transoxiana fue gobernada por Amir Qazaghan, pero en 1358 fue asesinado por orden de Tughlugh Timur, kan de Mogulistán. Esto fue seguido por una invasión de Mogulistán. Hajji Beg, gobernante de la tribu Barlas, decidió huir, pero Tamerlán ofreció sus servicios a los mogoles, como consecuencia se convirtió en jefe de la tribu. Durante este período Tamerlán formó una alianza con Amir Husayn de Balj, un nieto de Qazaghan, casándose con su hermana.
El período de Tamerlán como vasallo mogol llegó a su fin cuando Tughlugh Timur nombró a su hijo Ilyas Khoja como gobernador de Transoxiana. Tamerlán y Husayn se rebelaron, pasando a la clandestinidad. En los próximos años Tamerlán sobrevivió como un bandido y mercenario, y fue probablemente durante este período que sufrió las heridas que causaron su famosa cojera. Con el tiempo los dos hombres fueron capaces de forzar los mogoles de Transoxiana, pero solo por un corto período de tiempo. En 1365 Ilyas Khoja regresó a la cabeza de un ejército, derrotando a Tamerlán y Husayn en la batalla de Tashkent. Husayn falló en apoyar a Tamerlán en esta batalla, probablemente desempeñó un papel en el posible final de su alianza, pero por el momento los dos hombres permanecieron juntos. Ilyas Khoja fue incapaz de sacar provecho de su victoria. Avanzó a sitiar Samarcanda, pero fue rechazado y obligado a retirarse de nuevo a Mogulistán, donde en 1369 fue derrocada su familia.
Tras el fracaso de este sitio Tamerlán y Husayn consiguieron hacerse con el control de Samarcanda. Parece ser que hubo un periodo de «guerra fría», ambos se unían frente a las nuevas amenazas de los mogoles, pero luchaban entre ellos el resto del tiempo. Al parecer Tamerlán tuvo más éxito que Husayn forjándose apoyos, consiguió mantener un equilibrio entre los nómadas que formaban el núcleo del ejército y los habitantes más sedentarios de las ciudades. En cambio Husayn se ganó la enemistad de muchos nómadas al reconstruir la ciudad y la ciudadela de Balj, en el borde suroccidental del kanato de Chagatai. Esta ciudad tenía una larga historia y había sido una de las joyas del mundo islámico antes de ser destruida por Gengis Kan en 1220. Todavía permanecía deshabitada en 1333, y la decisión de Husayn de reconstruirla preocupaba a los nómadas que lo apoyaban, que tradicionalmente preferían que sus líderes dependieran de la fuerza de sus tropas y no de las fortificaciones (disputas similares habían acelerado la división original del kanato de Chagatai).
En 1370 (algunas fuentes afirman 1369) Tamerlán decidió atacar a Husayn en Balj. Después de cruzar el río Amu Daria en Termez su ejército rodeó la reconstruida ciudad. El ejército de Husayn salió de la ciudad para atacar a los hombres de Tamerlán, lo cual sugiere que no estaban contentos al verse sitiados. Lo mismo ocurrió en el segundo día de la batalla, pero los hombres de Tamerlán se las arreglaron para entrar en la ciudad. Husayn se encerró dentro de la ciudadela, dejando que los hombres de Tarmerlán saquearan la ciudad.
Al darse cuenta de que no podía esperar ganar tiempo, Husayn se ofreció a dejar Mawarannahr e ir en peregrinación a la Meca si Tamerlán le perdonaba la vida. Tamerlán aceptó estos términos, pero Husayn no estaba convencido de poder confiar en él. Después de un fallido intento de esconderse de los hombres de Tamerlán Husayn fue finalmente capturado y entregado a Tamerlán. Tamerlán mantuvo a la letra de su promesa – pero Husayn fue asesinado por Kay-Khusrau, un jefe que tenía una enemistad a muerte con él.
La derrota de Husayn hizo de Tamerlán el poder principal en Mawarannahr y Chagatai occidental, pero las leyes establecidas por Gengis Kan le impidieron convertirse en kan por derecho propio. En cambio un kan «títere» descendiente de Ogedei, Suurgatmish, había sido instalado. Tamerlán incremento su propia legitimidad al casarse con la viuda de Husayn Saray Mulk, una princesa descendiente de Gengis Kan. Ella comenzó a ser su reina más importante, y permitió a Tamerlán llamarse Temur Gurgan, o «yerno del Gran Kan». Esta forma de su nombre fue utilizado en sus monedas, en las oraciones del viernes y en ceremonias oficiales por el resto de su vida.
Balj fue saqueada y la ciudadela y el palacio destruidos. A pesar de esto Tamerlán eligió Balj como el sitio para una ceremonia en la que los líderes tribales de los Chagatai occidentales acordaron aceptar su gobierno. Tamerlán pasó la mayor parte de la siguiente década asegurando su autoridad sobre los Chagatai, así como sobre las campañas en el este, antes de comenzar su famosa serie de conquistas durante la década de 1380.